# Claire Chazal

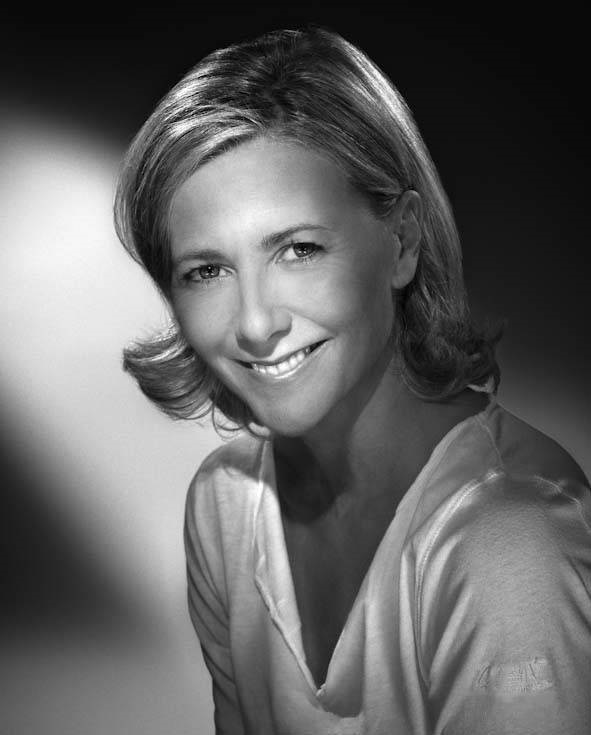
Claire Chazal (2009)

Claire Chazal (* 1. Dezember 1956 bei Thiers im Département Puy-de-Dôme) ist eine französische Journalistin und ehemalige Nachrichtensprecherin des Journal de 20 heures, der Hauptnachrichtensendung des privaten ersten Kanals des französischen Fernsehens TF1.

## Leben
Nach ihrer Schulzeit studierte Chazal an der École des hautes études commerciales in Paris und erreichte ein Diplom. Chazal moderierte von 1991 bis 2015 die Abendnachrichten Journal de 20 heures im ersten Kanal des französischen Fernsehens. Das Journal de 20 heures ist in Frankreich die meistgesehene tägliche Nachrichtensendung. Chazal moderierte sie zuletzt im Wechsel mit dem Journalisten Gilles Bouleau, der 2012 die Fernsehjournalistin Laurence Ferrari abgelöst hatte. Am 7. September 2015 gab TFI das Ende der Zusammenarbeit mit Claire Chazal nach 24 Jahren bekannt. Als Grund wurden unter anderem sinkende Einschaltquoten angeführt. Sie moderierte die 20-Uhr-Nachrichten am Wochenende (JTWE, Journal télévisé du weekend) am 13. September letztmals. Am 18. September trat als ihre Nachfolgerin Anne-Claire Coudray an, die zuletzt einen höheren Publikumszuspruch erreichte.
Des Weiteren moderierte Chazal die Talk-Show Le Je/Nous de Claire im französischen Fernsehsender Pink TV. Der Fernsehsender ist auf ein homosexuelles Publikum ausgerichtet. Chazal trat auch in einigen französischen Spielfilmen auf. Am 2. Mai 2018 erschien ihr Buch Puisque tout passe: Fragments de vie beim Verlag Editions Grasset.

### Privates
Claire Chazal trennte sich 2007 nach vierjähriger Beziehung von dem französischen Schauspieler Philippe Torreton. Sie hat einen Sohn (* 1995) mit Patrick Poivre d’Arvor, der von 1987 bis 2008 einer der Moderatoren der 20-Uhr-Nachrichten von TF1 und somit einer ihrer Kollegen war.

## Filme (Auswahl)
- 1998: Paparazzi
- 2001: Absolument fabuleux
- 2004: Le Grand Rôle
- 2007: Pars vite et reviens tard
- 2009: Affären à la carte (Le code a changé)
- 2011: J-C comme Jésus-Christ
- 2013: School Camp – Fies gegen mies (Les Profs)
- 2018: Die Sch’tis in Paris – Eine Familie auf Abwegen